# Piotr Ch’oe Hyŏng
Piotr Ch’oe Hyŏng (ko. 최형 베드로) (ur. ok. 1813 w Kongju, zm. 10 marca 1866 w Seulu) – święty Kościoła katolickiego, katechista, męczennik.

## Życiorys
Piotr Ch’oe Hyŏng był jednym z trzech synów katolickiej rodziny. Został pomocnikiem francuskiego misjonarza Piotra Maubanta. W okresie prześladowań antykatolickich Piotr Ch’oe Hyŏng był więziony razem ze swoim ojcem w 1840 roku. Po uwolnieniu został katechistą, był też pomocnikiem koreańskiego księdza Andrzeja Kim Tae-gŏn (aż do jego śmierci w 1846 roku). Biskup Szymon Berneux powierzył mu zadanie założenia drukarni, w której mogłyby być drukowane katolickie książki w języku koreańskim. Piotr Ch’oe Hyŏng został wskazany przez informatora policji jako drukarz. Powtórnie został aresztowany. Po wielokrotnych przesłuchaniach i torturach został ścięty razem z Janem Chrzcicielem Chon Cang-un 10 marca 1866 roku.

## Dzień obchodów
Wspomnienie liturgiczne obchodzone jest w dzienną rocznicę śmierci i 20 września (w grupie 103 męczenników koreańskich).

## Proces beatyfikacyjny i kanonizacyjny
Beatyfikowany przez Pawła VI 6 października 1968 roku, kanonizowany 6 maja 1984 roku przez Jana Pawła II w grupie 103 męczenników koreańskich.